# Samsara

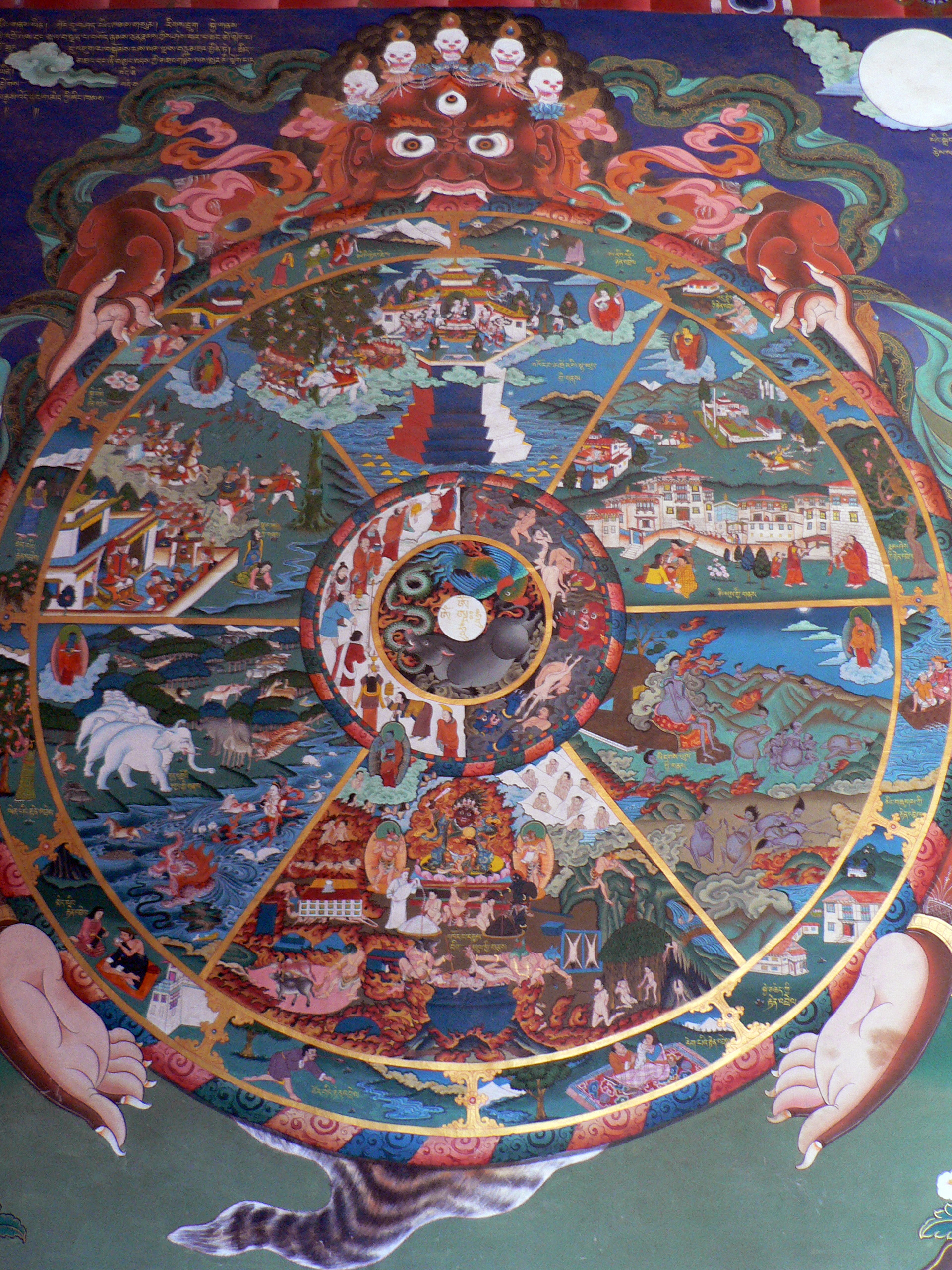
En tibetansk buddhistisk målning som ska symbolisera samsara

Samsara kommer från sanskrit och betyder "att flyta ihop", "att passera genom olika stadier" eller "att vandra".
I religioner med indiskt ursprung kan samsara enklast översättas som kretslopp [av död och återfödelse].

## Advaita vedanta
I advaita vedanta betraktas samsara som fundamentalt just en illusion (maya).

## Samsara i hinduismen
Inom hinduismen är det själen som vandrar, dvs återföds (själavandring). 
Vissa former av hinduism ser samsara som ett bortirrande från det sanna jaget (atman) till en tro på det illusoriska jordalivet som det verkliga. Detta leder i sin tur till egocentrism, strävan efter lust och därför en evig kedja av dåliga karma och återfödelse. Det är tillståndet av illusion som kallas maya. Det ord som används för tillståndet av befrielse från denna eviga rundgång kan vara moksha, mukti, nirvana eller mahasamadhi. 

## Samsara i jainismen
I jainism är karma, anuva (jaget) och maya centrala begrepp. Befrielse från samsara kallas här moksha eller mukti.

## Samsara i buddhismen
Buddhismen räknar inte med existensen av någon själ i samsara, då buddhismen inte tror på ett bestående jag (anatman). Buddhismen talar istället om orsak och verkan. Det här livet och dess karma utgör en orsak till nästa liv, som blir verkan.
Buddhismen betraktar existensen som ett ständigt kretslopp av återfödelse. Återfödelse kan ske till många olika platser och livsformer, däribland gudar, titaner, människor, djur, spöken, och helvetesvarelser. Samsara sägs sakna början, och dess enda slut är nirvana/upplysning. Varelser i världar lägre än människovärlden (spöken/djur/helvetesvarelser) upplever praktiskt taget bara lidande, medan varelser i högre världar än människovärlden (gudar/titaner) upplever överväldigande njutning. Enligt buddhismen är människovärlden den mest optimala, då människor kan uppleva både njutning och lidande, och lättast inse verklighetens fundamentala natur utan att bli distraherad av för mycket lidande eller njutning.
I mahayansk filosofi är samsara och nirvana inte separata från varandra, då de är tomma (shunyata).